# Xenocynus
Xenocynus crypticus — рід вимерлих сумчастих тварин, що належать до Sparassodonta. Рід включає один вид, X. crypticus, і це була хижа тварина, яка жила в Південній Америці в еоцені. Новий метатерій описаний із фауни Itaboraí. Xenocynus crypticus був комахоїдно-хижим. Xenocynus crypticus є великорозмірним метатерієм (з масою від 1 кг до 3,3 кг).